# Hartmut Behrsing
Hartmut Behrsing (* 8. August 1941 in Posen) ist ein deutscher Posaunist und Pianist im Bereich der Klassik und des Jazz, der auch als Filmkomponist hervorgetreten ist. Er gilt als einer der Wegbereiter des Oldtime Jazz in der DDR.

## Leben
Behrsing hatte ab dem sechsten Lebensjahr Klavierunterricht. Während seiner Ausbildung an der Musikfachschule besuchte er mehrfach Konzerte in West-Berlin, wo ihn insbesondere ein Auftritt von Papa Bue’s Viking Jazzband motivierte, sich intensiver mit Jazz zu beschäftigen. Ab 1959 spielte er in der Havelband Potsdam und der Berolina Jazzband, mit der er erste öffentliche Auftritte hatte; dann war er Mitbegründer der Dixieland-All-Stars Berlin. Ab 1961 studierte er zunächst Posaune und Klavier an der Hochschule für Musik „Hanns Eisler“ Berlin (Staatsexamen 1964); 1974 absolvierte er ein weiteres Staatsexamen als Dirigent (Staatsexamen 1974). Von 1962 bis 2006 war er als Soloposaunist im Orchester der Komischen Oper Berlin tätig. Daneben spielte er weiter Jazz, zunächst bei den Jazz Optimisten (bis 1964). Von 1967 bis 1971 durfte er dann im Traditional Jazz-Quartett tätig werden, dann in der Tower Jazz Band, bevor er 1972 das Jazz-Collegium Berlin gründete, das er ab 1976 auch leitete. Ab 1982 spielte er wieder bei den (neuformierten) Dixieland-All-Stars Berlin, mit denen er in den USA und auf zahlreichen großen Festivals Europas auftrat. 1999 gründete er sein Ensemble Jazz im Frack, das die Idee der von ihm seit 1986 an der Komischen Oper geleiteten gleichnamigen Reihe wieder aufnahm. In deren Programmen verband er erfolgreich Jazz mit Klassik. So führte er Scott Joplins Ragtime-Oper Treemonisha auf, aber auch Werke von Carla Bley, Hannes Zerbe oder ihm selbst.
Behrsing komponierte kammermusikalische und sinfonische Stücke, aber auch Filmmusiken für zahlreiche Fernsehfilme, unter anderem die (ursprüngliche, Third-Stream-Elemente aufgreifende) Titelmusik für die Serie Polizeiruf 110, sowie den Soundtrack für mehrere Folgen der Serie, aber auch Musik für Märchen-Schallplatten und Ballett- und Bühnenmusiken.
Von 1966 bis 1978 hatte Behrsing einen Lehrauftrag an der Hochschule für Musik „Hanns Eisler“ als Posaunendozent an der neugegründeten Abteilung für Tanz- und Unterhaltungsmusik, wo er Musiker wie Johannes Bauer unterrichtete. 1970 wurde ihm der Titel „Kammermusiker“, 1975 der Titel „Kammervirtuose“ verliehen.

## Diskographische Hinweise
- Jazz im Frack Vol. 1 Vom Ragtime zum Swing
- Ruth Hohmann und Jazz-Collegium Berlin Ruth seventy5

## Filmmusik (Auswahl)
- 1972: Polizeiruf 110: Minuten zu spät (TV-Reihe)
- 1973: Polizeiruf 110: Gesichter im Zwielicht (TV-Reihe)
- 1973: Polizeiruf 110: Freitag gegen Mitternacht (TV-Reihe)
- 1973: Polizeiruf 110: Vorbestraft (TV-Reihe)
- 1973: Polizeiruf 110: Nachttresor (TV-Reihe)
- 1973: Polizeiruf 110: Eine Madonna zuviel (TV-Reihe)
- 1973: Rotfuchs (Fernsehfilm)
- 1974: Polizeiruf 110: Lohnraub (TV-Reihe)
- 1975: Polizeiruf 110: Der Mann (TV-Reihe)
- 1977: Polizeiruf 110: Kollision (TV-Reihe)
- 1978: Polizeiruf 110: Holzwege (TV-Reihe)
- 1979: Polizeiruf 110: Die letzte Fahrt (TV-Reihe)
- 1979: Herbstzeit (TV)
- 1979: Marta, Marta (TV)
- 1980: Polizeiruf 110: Die Entdeckung (TV-Reihe)
- 1980: Polizeiruf 110: Der Hinterhalt (TV-Reihe)
- 1981: Polizeiruf 110: Der Teufel hat den Schnaps gemacht (TV-Reihe)
- 1981: Polizeiruf 110: Nerze (TV-Reihe)
- 1982: Polizeiruf 110: Der Rettungsschwimmer (TV-Reihe)
- 1982: Polizeiruf 110: Der Unfall (TV-Reihe)
- 1983: Die lieben Luder (TV)
- 1983: Polizeiruf 110: Es ist nicht immer Sonnenschein (TV-Reihe)
- 1983: Polizeiruf 110: Schnelles Geld (TV-Reihe)
- 1984: Polizeiruf 110: Draußen am See (TV-Reihe)
- 1985: Polizeiruf 110: Treibnetz (TV-Reihe)
- 1986: Polizeiruf 110: Mit List und Tücke (TV-Reihe)
- 1991: Polizeiruf 110: Thanners neuer Job (TV-Reihe)

## Hörspiele (Auswahl)
- 1979: Brüder Grimm: König Drosselbart (auch Leitung Instrumentalgruppe) – Regie: Heiner Möbius (Kinderhörspiel – Litera)
- 1981: Ingeborg Feustel: Das Märchen von der Maus mit der Grashalmflöte und andere Geschichten für Kinder (auch musikalische Leitung) – Regie: Albrecht Surkau (Kinderhörspiel – Litera)